# Temple Cronan

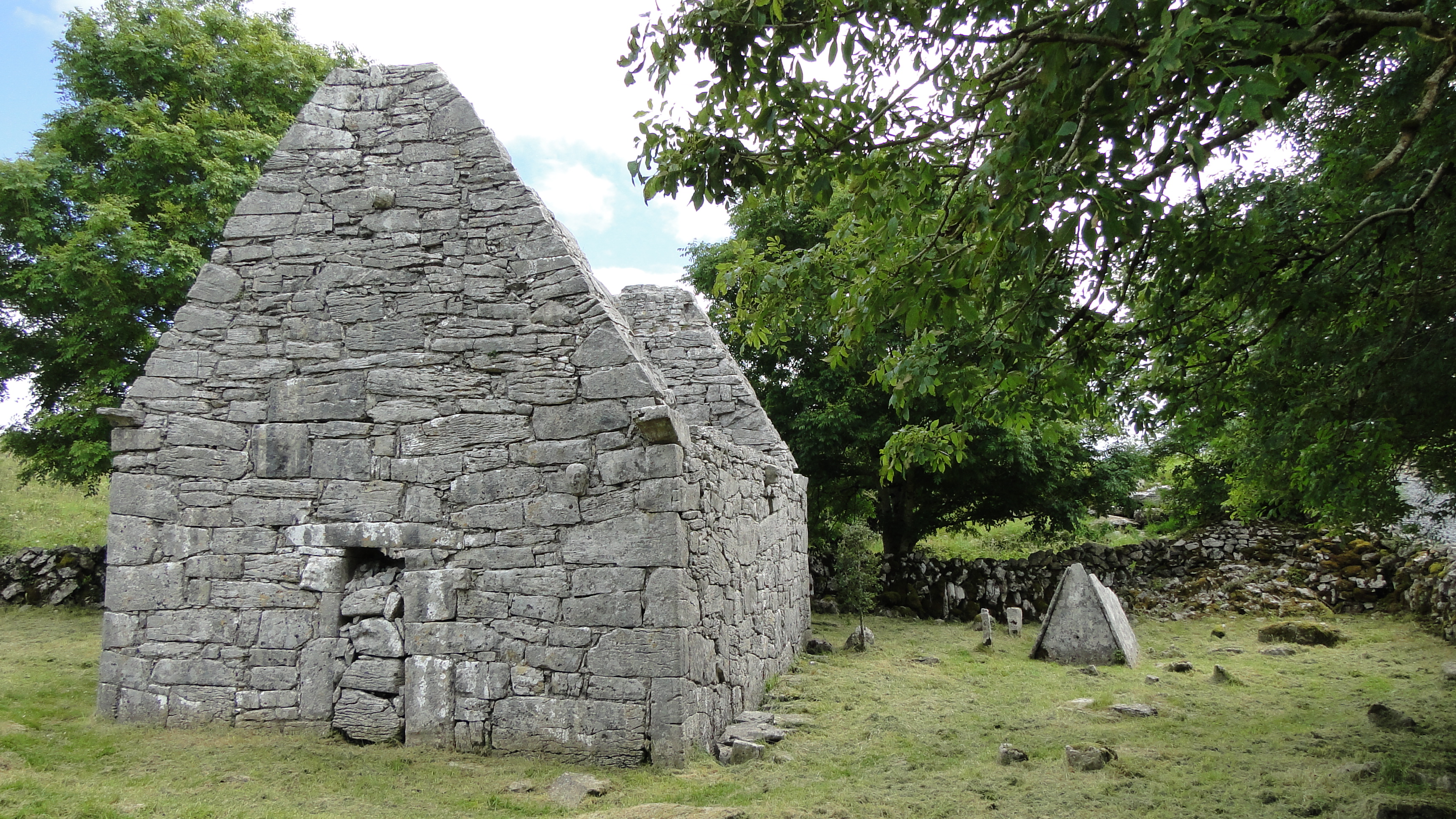
Temple Cronan

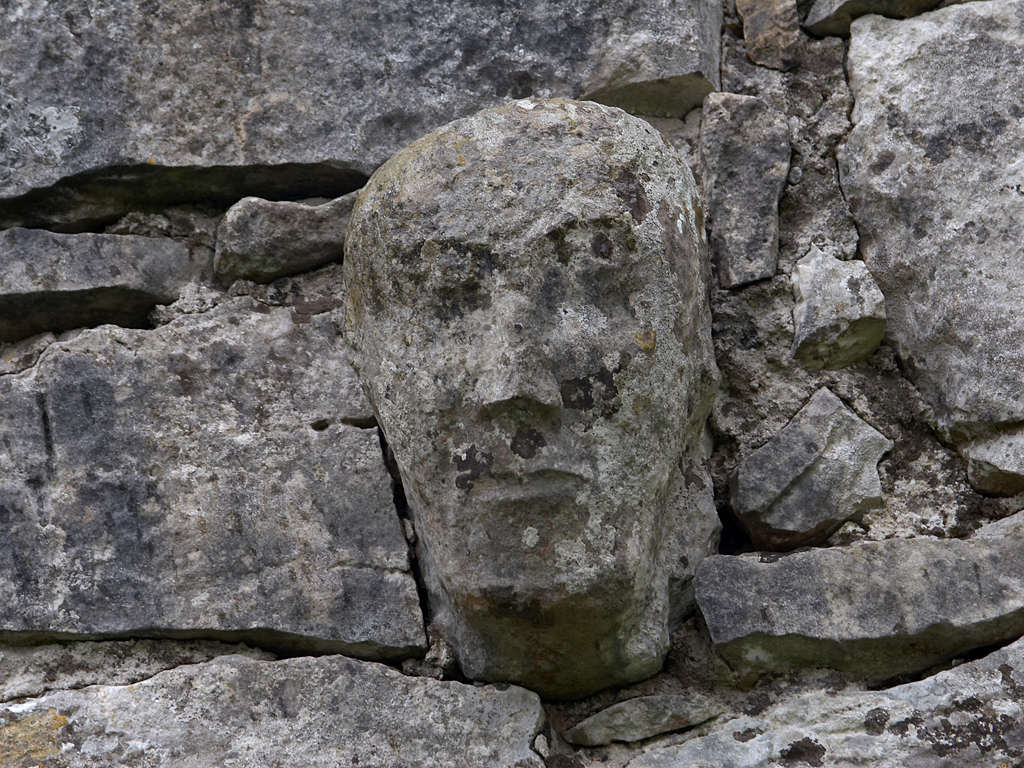
Relief an der Mauer

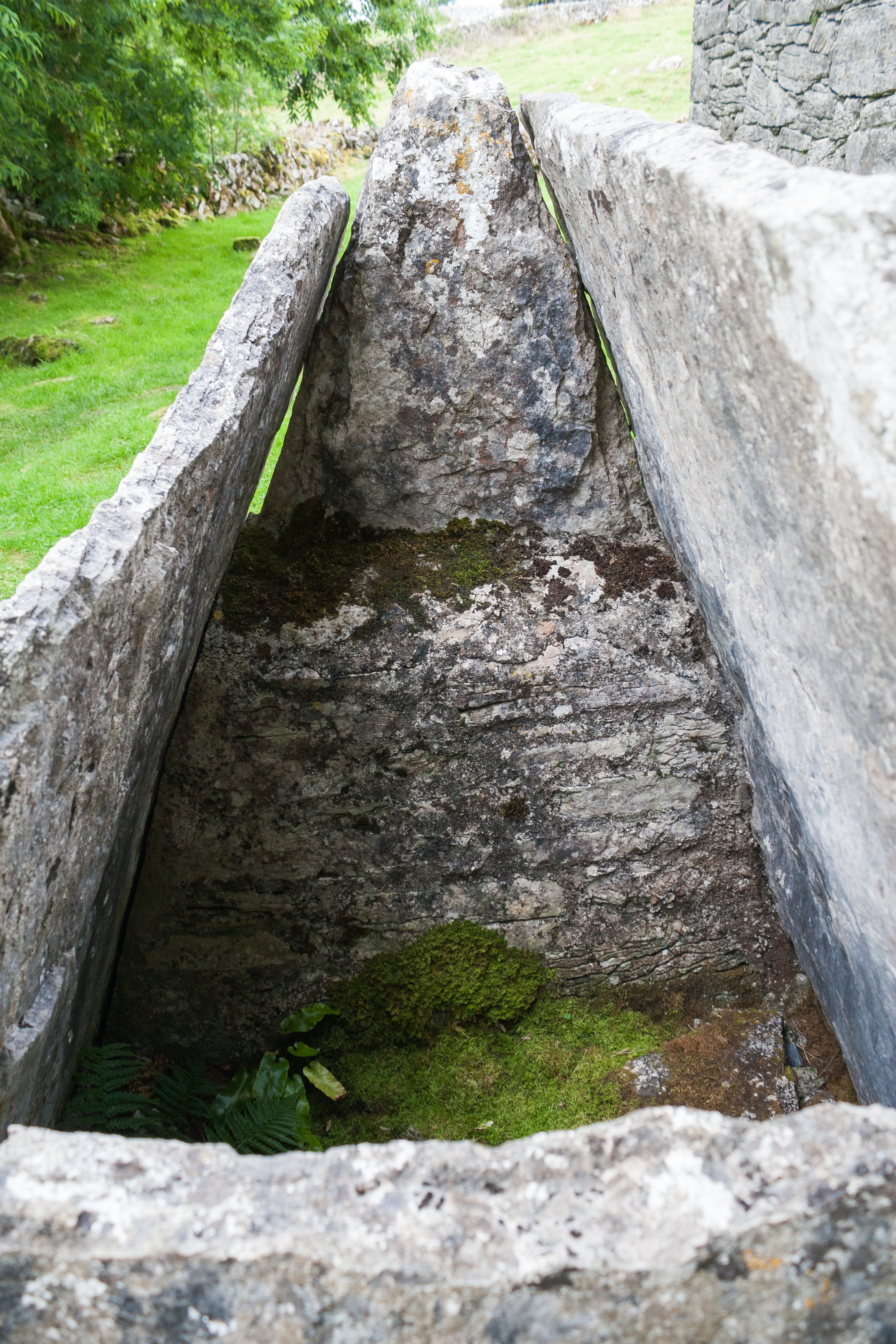
Frühchristlicher Schrein neben dem Temple

Temple Cronan (irisch Teampall Chrónáin) ist eine dem heiligen Crónán von Roscrea oder Tuamgraney gewidmete Kirche. Sie liegt im Burren im irischen County Clare und ist nicht zu verwechseln mit St. Crónán’s Church in Tuamgraney.
Über die Kirchengeschichte gibt es keine historischen Belege. Wegen ihrer geringen Größe und Lage wird es für möglich gehalten, dass sie ein Oratorium oder eine Einsiedelei war. Auch dafür gibt es keine Belege, da die Bevölkerungsstruktur des Mittelalters im Burren unbekannt ist.
Die Kirche von einfacher rechteckiger Form misst etwa 7,0 × 4,0 Meter und ist damit größer und wahrscheinlich jünger als entsprechende Kirchen auf den Aran-Inseln. Zwei romanische skulptierte Kragsteine in den Mauern deuten auf das 12. Jahrhundert, der Türsturz über dem ursprünglichen Eingang im Westgiebel hingegen auf ein früheres Datum. Dessen Funktion endete, als er in die nördliche Mauer eingebaut wurde. Wie bei vielen frühmittelalterlichen Kirchen wurde im 15. Jahrhundert ein neuer Eingang eingefügt. Das enge östliche Fenster ist oben auf der Außenseite gerundet, hat aber innen eine viereckige Laibung.
In der Nähe der Kirche befinden sich zwei steinerne Überreste: Einer der zeltförmigen Schreine wird für die Grabstätte von St. Crónán gehalten. Die Gegenwart der beiden Schreine deutet auf einen Vorgänger der Kirche des 12. Jahrhunderts. Ähnliche Grabschreine liegen in Kilabounia und Killoluaig auf der Dingle-Halbinsel.
Die Basis und der Schaft eines Kreuzes befinden sich nordwestlich der Kirche beim nahen Bauernhaus. Solche Termon-Kreuze markierten normalerweise die Grenze des Kirchenlandes. Andere Kreuze, die einst nahe dem Temple Cronan standen, sind zerstört.
In der Nähe von Temple Cronan liegt, umgeben von aus Steinen aufgerichteten Altären, sogenannten Büßerstationen, eine Heilige Quelle (Tobar Chrónáin). Öffentliche Stellen der Andacht finden sich vor allem im Burren und auf den Aran-Inseln.